# Demonstracja na placu Czerwonym w 1968 roku
Demonstracja na placu Czerwonym w 1968 znana również jako demonstracja siedmiorga lub demonstracja na łobnym miestie – jedna z najgłośniejszych akcji protestacyjnych dysydentów radzieckich, przeprowadzona 25 sierpnia 1968 na placu Czerwonym w Moskwie w proteście przeciwko inwazji wojsk Układu Warszawskiego na Czechosłowację, obecnie symbol ruchu dysydenckiego w ZSRR.

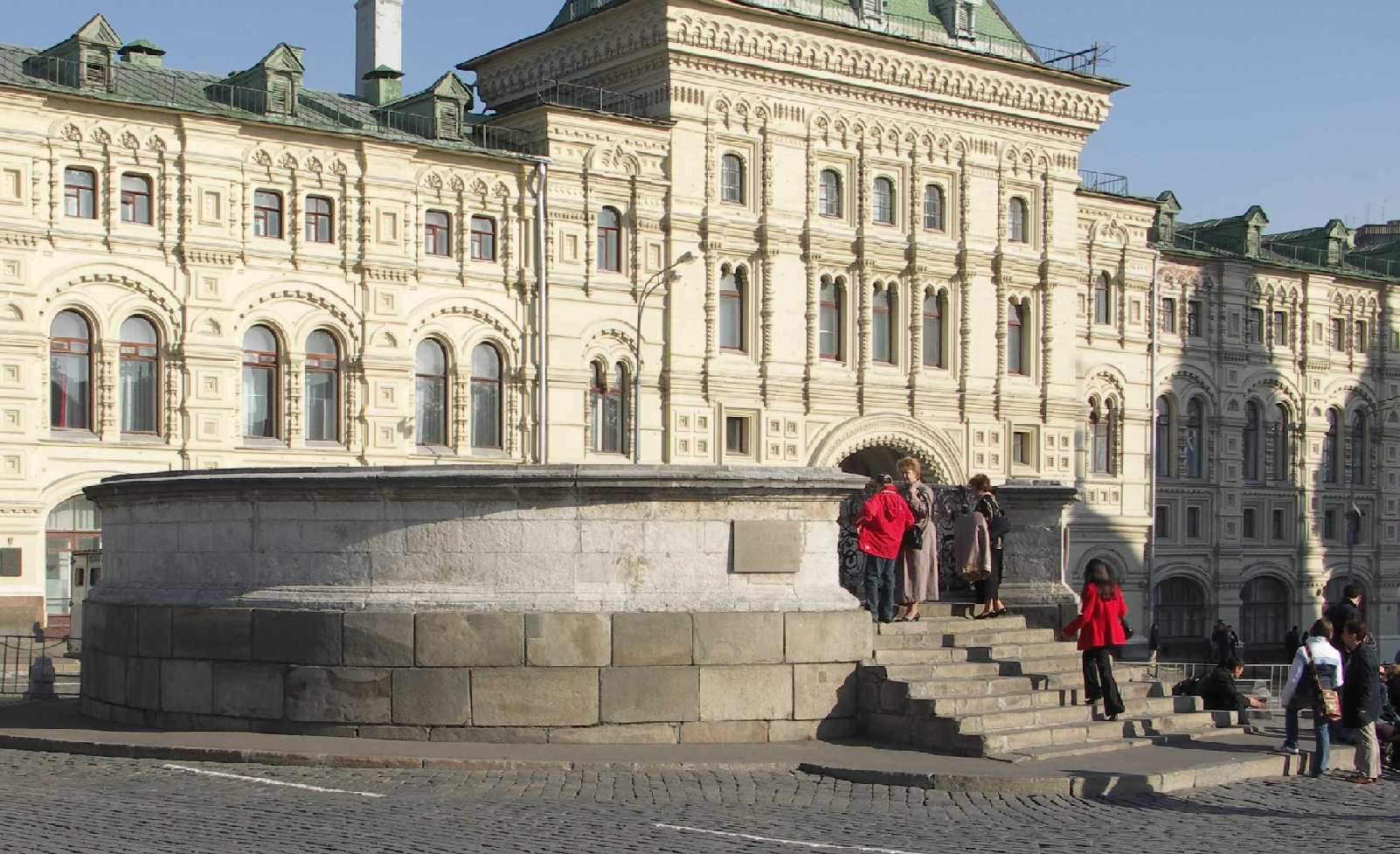
Łobnoje miesto

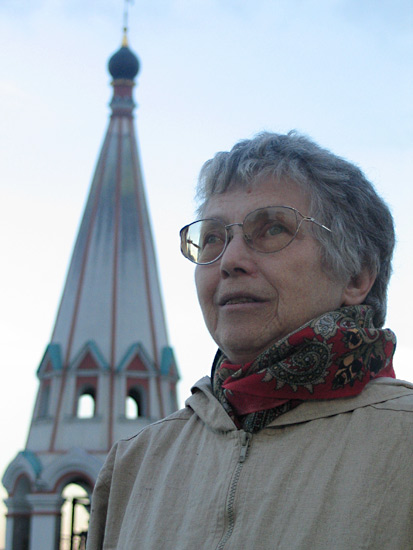
Natalja Gorbaniewska w 2005 roku

## Demonstracja
25 sierpnia 1968 roku, osiem osób: Konstantin Babicki – lingwista, Tatiana Bajewa – studentka historii, Łarisa Bogoraz – lingwista, Natalja Gorbaniewska – poetka, Wadim Delone – poeta, Władimir Driemluga – robotnik-elektryk, Paweł Litwinow – fizyk i Wiktor Fajnberg – filolog, dokładnie o godz. 12:00 w południe, na placu Czerwonym usiadło przy pomniku zwanym "łobnoje miesto" i rozwinęło plakaty z napisami w języku rosyjskim: „Tracimy najlepszych Przyjaciół”, „Uwaga na okupantów”, „Ręce precz od CSRR!”, „Za wolność waszą i naszą!” (hasło polskich powstańców zaproponowane przez Gorbaniewską – miłośniczkę kultury i historii Polski ), „Wolność dla Dubčeka!” i – w języku czeskim – „Niech żyje wolna i niezależna Czechosłowacja” oraz niedużą flagę Czechosłowacji. Bardzo szybko zostali otoczeni przez grupę ciekawskich i zdziwionych całym zajściem gapiów, z którymi demonstranci zaczęli prowadzić dialog o przyczynie protestu i wydarzeniach w Czechosłowacji. W ciągu kilku następnych minut demonstranci zostali aresztowani, pobici i odstawieni na komisariat przez milicjantów i funkcjonariuszy KGB patrolujących plac. Według Bajewej krzyczeli oni m.in.: „Oni sprzedali się za dolary!” i „Bij Żydów!”. Po aresztowaniu, już na komisariacie, siedmiu demonstrantów namówiło najmłodszą, 21-letnią Tatianę Bajewą, aby zeznała, że w miejscu demonstracji znalazła się przypadkowo i z całym zajściem nie miała nic wspólnego. Została zwolniona.

## Konsekwencje
Pięcioro demonstrantów – Łarisa Bogoraz, Konstantin Babicki, Wadim Delaunay (Delone), Władimir Dremluga i Paweł Litwinow – stanęło 9 października tegoż roku przed moskiewskim sądem. Pomimo wysiłków oskarżonych i ich adwokatów, aby przekonać sąd, że ich czyn nie miał znamion przestępstwa, wszyscy otrzymali wyroki skazujące: Fajnberg i Gorbaniewska zostali umieszczeni w zakładzie psychiatrycznym na przymusowym leczeniu, Delaunaya i Dremlugę skazano na dwa lata i dziesięć miesięcy więzienia, pozostali zostali skazani na bezterminowe zesłanie. Dziś byli uczestnicy demonstracji uważają, że wyroki zapadły jeszcze przed procesem .

## Reakcje
Już następnego dnia po demonstracji Rudé právo zamieściło pozytywny artykuł o zdarzeniu. Mieszkańcy czechosłowackiego miasta Hradec Králové w tym samym roku uroczyście zasadzili siedem brzóz symbolizujących uczestników demonstracji. Wiadomość o proteście przeniknęła na Zachód – w 1973 roku amerykańska piosenkarka Joan Baez jeden ze swoich utworów zatytułowany Natalia poświęciła Gorbaniewskiej.
Powszechnie uważa się, iż demonstracja 25 sierpnia była jedynym w ZSRR wystąpieniem przeciw okupacji Czechosłowacji. W rzeczywistości do protestów doszło ponadto w Moskwie i Leningradzie, na prowincji rosyjskiej i w republikach nierosyjskich.
40 lat później, w tym samym miejscu miała miejsce demonstracja w obronie praw człowieka w Rosji, podczas której użyto haseł sprzed czterdziestu lat. Została ona rozpędzona przez milicję, trzech uczestników aresztowano.

## Losy uczestników
- Konstantin Babicki – po trzyletnim zesłaniu nie pozwolono mu wrócić do zawodu. Zmarł w 1993.
- Larisa Bogoraz – za udział w demonstracji 4 lata spędziła na zesłaniu. W 1972 powróciła do Moskwy i kontynuowała działalność w ruchu obrony praw człowieka, również po upadku ZSRR. Szef moskiewskiego oddziału Komitetu Helsińskiego, Zmarła w Moskwie w 2004.
- Wadim Delone – za udział w demonstracji skazany na 2,5 roku zesłania. Po uwolnieniu wyjechał do Francji. Zmarł w Londynie w 1983.
- Władimir Driemluga – za udział w demonstracji otrzymał 3 lata zesłania, w późniejszych latach wyemigrował do USA, gdzie zmarł w 2015.
- Wiktor Feinberg – w czasie zatrzymania Fajnbergowi wybito przednie zęby, więc nie można go było pokazać na procesie. Umieszczony zatem został na cztery lata w szpitalu psychiatrycznym, gdzie był poddawany barbarzyńskim kuracjom psychotropowym. Został zwolniony na skutek protestów międzynarodowych[7] i po uwolnieniu z zakładu psychiatrycznego w 1974 wyjechał na Zachód. Opublikował tam swoje przeżycia z pobytu z zakładzie, demaskujące psychiatrię ZSRR jako narzędzie systemu totalitarnego w walce z przeciwnikami ustroju; inicjator ruchu „САРА” – Campaign Against Psychiatric Abuses for Political Purposes; podczas I wojny w Czeczenii jeździł do Czeczenii jako obrońca praw człowieka.
- Natalja Gorbaniewska – jako matka dwojga małych dzieci (przybyła na plac z jednym z nich w wózku) została wypuszczona i nie uczestniczyła w procesie manifestantów w 1968 roku, jednak kontynuując działalność opozycyjną, w 1970 została aresztowana i do 1972 przebywała na przymusowym leczeniu w zakładzie psychiatrycznym. W 1975 wraz z dwojgiem dzieci wyemigrowała na Zachód i w 1976 osiadła w Paryżu, gdzie współpracowała m.in. z paryską „Kulturą” i miesięcznikiem „Nowaja Polsza”, w 2005 otrzymała polskie obywatelstwo, a w 2008 doktorat honoris causa UMCS[8]. Zmarła w Paryżu w 2013.
- Paweł Litwinow – w procesie skazany na 5-letnie zesłanie, w 1974 został zmuszony do emigracji, mieszka w USA. Autor prac o ruchu praw człowieka w ZSRR, publikowanych w latach 70. na Zachodzie.
- Tatiana Bajewa – najmniej znana uczestniczka zdarzenia, wyłączona z całej sprawy (śledztwo przeciwko niej umorzono, nie była nawet powołana jako świadek w procesie). Od 1992 mieszka w USA.

W maju 2010 dwoje uczestników demonstracji z 25 sierpnia – Fajnberg i Gorbaniewska, podpisało list otwarty dysydentów rosyjskich w sprawie katastrofy smoleńskiej.